# Temelucha genalis
Temelucha genalis är en stekelart som först beskrevs av Szepligeti 1899.  Temelucha genalis ingår i släktet Temelucha och familjen brokparasitsteklar. Inga underarter finns listade i Catalogue of Life.